# Кубок европейских чемпионов по волейболу среди женщин 1995/1996
36-й розыгрыш Кубка европейских чемпионов по волейболу среди женщин проходил с 15 октября 1995 по 9 марта 1996 года с участием 25 клубных команд стран-членов Европейской конфедерации волейбола (ЕКВ). Финальный этап был проведён в Вене (Австрия). Победителем турнира во 2-й раз в своей истории стала итальянская команда «Латте Руджада» (Матера).

## Команды-участницы
| Страна               | Команда                       |                                   |
| -------------------- | ----------------------------- | --------------------------------- |
| Австрия              | «Пост» (Вена)                 | Чемпион Австрии 1995              |
| Албания              | «Олимпик» (Тирана)            | Чемпион Албании 1995              |
| Белоруссия           | «Амкодор» (Минск)             | Чемпион Белоруссии 1995           |
| Бельгия              | «Датовок» (Тонгерен)          | Чемпион Бельгии 1995              |
| Босния и Герцеговина | «Бреза» (Бреза)               | Чемпион Боснии и Герцеговины 1995 |
| Венгрия              | «Кордакс-Эгер» (Эгер)         | Чемпион Венгрии 1995              |
| Германия             | «Шверинер» (Шверин)           | Чемпион Германии 1995             |
| Греция               | «Врилисион» (Врилисия)        | Чемпион Греции 1995               |
| Дания                | «Хольте» (Хольте)             | Чемпион Дании 1995                |
| Израиль              | «Хапоэль» (Мате-Ашер)         | Чемпион Израиля 1995              |
| Италия               | «Латте Руджада» (Матера)      | Чемпион Италии 1995               |
| Люксембург           | «Мамер» (Мамер)               | Чемпион Люксембурга 1995          |
| Кипр                 | «Македония» (Струмица)        | Чемпион Македонии 1995            |
| Нидерланды           | АМВЙ (Амстелвен)              | Чемпион Нидерландов 1995          |
| Польша               | «Хемик» (Полице)              | Чемпион Польши 1995               |
| Португалия           | «Боавишта» (Порту)            | Чемпион Португалии 1995           |
| Россия               | «Уралочка» (Екатеринбург)     | Чемпион России 1995               |
| Румыния              | «Рапид» (Бухарест)            | Чемпион Румынии 1995              |
| Словакия             | «Славия» (Братислава)         | Чемпион Словакии 1995             |
| Словения             | «Банк Аустрия» (Блед)         | Чемпион Словении 1995             |
| Турция               | «Эджзаджибаши» (Стамбул)      | Чемпион Турции 1995               |
| Украина              | «Искра» (Луганск)             | Чемпион Украины 1995              |
| Франция              | «Расинг Клуб де Канн» (Канны) | Чемпион Франции 1995              |
| Чехия                | «Оломоуц» (Оломоуц)           | Чемпион Чехии 1995                |
| Швейцария            | РТВ (Базель)                  | Чемпион Швейцарии 1995            |
| Югославия            | «Единство» (Ужице)            | Чемпион Югославии 1995            |

## Система проведения розыгрыша
В турнире принимали участие чемпионы 25 стран-членов ЕКВ. Соревнования состояли из квалификации (два раунда), предварительного и финального этапов. Напрямую в предварительный этап получили возможность заявить своих представителей страны, команды которых в предыдущем розыгрыше выступали в четвертьфинальной стадии (Венгрия, Германия, Испания, Италия, Россия, Румыния, Украина, Чехия). Остальные участники предварительной стадии определялись в ходе квалификации.
На предварительном этапе 16 команд-участниц разбиты на 2 группы. В группах команды играли в один круг. В финальный этап вышли команды, занявшие в группах два первых места.
Финальный этап проводился в формате «финала четырёх» — полуфинал и два финала (за 3-е и 1-е места).

## Квалификация

### 1-й раунд
14—21.10.1995
 «Банк Аустрия» (Блед) —  «Боавишта» (Порту)
14 октября. 1:3 (4:15, 17:15, 5:15, 1:17).
15 октября. 0:3 (10:15, 4:15, 12:15). Оба мачта прошли в Бледе.
 «Мамер» —  «Бреза»
20 октября. 3:0 (15:2, 15:2, 15:10).
21 октября. 3:0 (15:2, 15:3, 15:4). Оба мачта прошли в Мамере.

### 2-й раунд
1—16.12.1995
 «Амкодор» (Минск) —  «Расинг Клуб де Канн» (Канны)
1 декабря. 0:3 (2:15, 2:15, 4:15).
3 декабря. 1:3 (9:15, 15:13, 3:15, 0:15). Оба мачта прошли в Минске.
 АМВЙ (Амстелвен) —  «Хольте» 
2 декабря. 3:0 (15:3, 15:9, 15:3).
3 декабря. 3:0 (15:9, 15:2, 15:2). Оба мачта прошли в Амстелвене.
 «Пост» (Вена) —  «Хапоэль» (Мате-Ашер)
2 декабря. 3:0 (15:7, 15:4, 16:14).
9 декабря. 3:2 (13:15, 15:12, 15:10, 12:15, 17:15).
 «Мамер» —  «Боавишта» (Порту)
2 декабря. 0:3 (8:15, 7:15, 6:15).
10 декабря. 0:3 (11:15, 3:15, 1:15).
 «Единство» (Ужице) —  «Славия» (Братислава)
2 декабря. 3:0 (15:11, 15:7, 15:6).
16 декабря. 1:3 (15:11, 7:15, 8:15, 4:15).
 «Македония» (Струмица) —  «Эджзачибаши» (Стамбул)
3 декабря. 0:3 (0:15, 4:15, 5:15).
5 декабря. 0:3 (4:15, 2:15, 3:15). Оба мачта прошли в Струмице.
 «Олимпик» (Тирана) —  «Врилиссион» (Врилиссия)
8 декабря. 0:3 (2:15, 7:15, 3:16).
10 декабря. 0:3 (1:15, 13:15, 7:15). Оба мачта прошли в Тиране.
 «Датовок» (Тонгерен) —  «Хемик» (Полице)
Отказ «Хемика».

## Предварительный этап
10.01—21.02.1996

### Группа А
| М | Команда                   | 1   | 2   | 3   | 4   | 5   | 6   | 7   | 8   | И | В | П | С/П   | О  |
| - | ------------------------- | --- | --- | --- | --- | --- | --- | --- | --- | - | - | - | ----- | -- |
| 1 | «Уралочка» (Екатеринбург) |     | 0:3 | 3:1 | 3:0 | 1:3 | 3:0 | 3:0 | 3:0 | 7 | 5 | 2 | 16:7  | 12 |
| 2 | «Латте Руджада» (Матера)  | 3:0 |     | 3:0 | 3:0 | 3:1 | 0:3 | 1:3 | 3:0 | 7 | 5 | 2 | 16:7  | 12 |
| 3 | «Пост» (Вена)             | 1:3 | 0:3 |     | 3:1 | 3:0 | 3:1 | 3:0 | 3:0 | 7 | 5 | 2 | 16:8  | 12 |
| 4 | «Датовок» (Тонгерен)      | 0:3 | 0:3 | 1:3 |     | 3:0 | 3:2 | 3:1 | 3:0 | 7 | 4 | 3 | 13:12 | 11 |
| 5 | «Эджзаджибаши» (Стамбул)  | 3:1 | 1:3 | 0:3 | 0:3 |     | 3:0 | 1:3 | 3:0 | 7 | 3 | 4 | 11:13 | 10 |
| 6 | «Рапид» (Бухарест)        | 0:3 | 3:0 | 1:3 | 2:3 | 0:3 |     | 3:1 | 3:2 | 7 | 3 | 4 | 12:15 | 10 |
| 7 | РТВ (Базель)              | 0:3 | 3:1 | 0:3 | 1:3 | 3:1 | 1:3 |     | 3:0 | 7 | 3 | 4 | 11:14 | 10 |
| 8 | «Единство» (Ужице)        | 0:3 | 0:3 | 0:3 | 0:3 | 0:3 | 2:3 | 0:3 |     | 7 | 0 | 7 | 2:21  | 7  |

9.01: Единство — Латте Руджада 0:3 (4:15, 8:15, 11:15).
10.01: Эджзаджибаши — Уралочка 3:1 (15:13, 15:5, 6:15, 15:13).
10.01: Пост — Рапид 3:1 (15:10, 13:15, 15:7, 15:7).
10.01: Датовок — РТВ 3:1 (11:15, 15:8, 15:12, 15:9).
17.01: Рапид — Уралочка 0:3 (4:15, 13:15, 11:15).
17.01: Пост — Единство 3:0 (15:12, 15:7, 15:3).
17.01: РТВ — Эджзаджибаши 3:1 (15:12, 15:4, 14:16, 16:14).
18.01: Латте Руджада — Датовок 3:0 (15:5, 15:4, 15:4).
24.01: Уралочка — РТВ 3:0 (15:6, 15:7, 15:8).
24.01: Эджзаджибаши — Латте Руджада 1:3 (15:9, 14:16, 11:15, 5:15).
24.01: Единство — Рапид 2:3 (15:11, 4:15, 4:15, 15:9, 12:15).
24.01: Датовок — Пост 1:3 (6:15, 15:10, 14:16, 4:15).
31.01: Рапид — РТВ 3:1 (15:13, 15:8, 7:15, 15:12).
31.01: Пост — Эджзаджибаши 3:0 (17:16, 15:6, 15:5).
31.01: Единство — Датовок 0:3 (10:15, 14:16, 12:15).
1.02: Латте Руджада — Уралочка 3:0 (15:10, 15:12, 15:6).
7.02: Уралочка — Пост 3:1 (15:7, 7:15, 15:6, 15:6).
7.02: Эджзаджибаши — Единство 3:0 (15:6, 15:5, 15:10).
7.02: РТВ — Латте Руджада 3:1 (17:15, 3:15, 15:13, 15:8).
7.02: Датовок — Рапид 3:2 (11:15, 15:13, 6:15, 15:11, 15:13).
13.02: Рапид — Латте Руджада 3:0 (16:14, 15:10, 15:13).
14.02: Пост — РТВ 3:0 (15:7, 15:11, 17:15).
14.02: Единство — Уралочка 0:3 (2:15, 9:15, 3:15).
14.02: Датовок — Эджзаджибаши 3:0 (15:6, 15:13, 15:6).
21.02: Уралочка — Датовок 3:0 (15:10, 15:1, 15:9).
21.02: Эджзаджибаши — Рапид 3:0 (15:10, 15:3, 15:3).
21.02: РТВ — Единство 3:0 (15:13, 15:6, 15:5).
22.02: Латте Руджада — Пост 3:0 (15:2, 16:14, 15:8).

### Группа В
| М | Команда                       | 1   | 2   | 3   | 4   | 5   | 6   | 7   | 8   | И | В | П | С/П   | О  |
| - | ----------------------------- | --- | --- | --- | --- | --- | --- | --- | --- | - | - | - | ----- | -- |
| 1 | «Искра» (Луганск)             |     | 3:2 | 3:1 | 3:0 | 3:0 | 3:1 | 3:0 | 3:0 | 7 | 7 | 0 | 21:4  | 14 |
| 2 | «Расинг Клуб де Канн» (Канны) | 2:3 |     | 3:1 | 3:0 | 3:0 | 3:2 | 3:0 | 3:0 | 7 | 6 | 1 | 20:6  | 13 |
| 3 | «Шверинер» (Шверин)           | 1:3 | 1:3 |     | 2:3 | 3:1 | 3:0 | 3:0 | 3:0 | 7 | 4 | 3 | 16:10 | 11 |
| 4 | «Кордакс-Эгер» (Эгер)         | 0:3 | 0:3 | 3:2 |     | 3:1 | 1:3 | 3:2 | 3:0 | 7 | 4 | 3 | 13:14 | 11 |
| 5 | «Врилиссион» (Врилиссия)      | 0:3 | 0:3 | 1:3 | 1:3 |     | 3:2 | 3:1 | 3:0 | 7 | 3 | 4 | 11:15 | 10 |
| 6 | АМВЙ (Амстелвен)              | 1:3 | 2:3 | 0:3 | 3:1 | 2:3 |     | 1:3 | 3:0 | 7 | 2 | 5 | 12:16 | 9  |
| 7 | «Оломоуц»                     | 0:3 | 0:3 | 0:3 | 2:3 | 1:3 | 3:1 |     | 3:0 | 7 | 2 | 5 | 9:16  | 9  |
| 8 | «Боавишта» (Порту)            | 0:3 | 0:3 | 0:3 | 0:3 | 0:3 | 0:3 | 0:3 |     | 7 | 0 | 7 | 0:21  | 7  |

10.01: Врилиссион — Искра 0:3 (6:15, 15:17, 5:15).
10.01: Боавишта — Шверинер 0:3 (10:15, 4:15, 5:15).
10.01: РК де Канн — Оломоуц 3:0 (15:3, 15:8, 15:4).
14.01: АМВЙ — Кордакс-Эгер 3:1 (7:15, 17:16, 15:12, 16:14).
17.01: Врилиссион — АМВЙ 3:2 (15:13, 16:14, 7:15, 7:15, 17:15).
17.01: Искра — Шверинер 3:1 (15:9, 15:5, 5:15, 15:11).
17.01: Оломоуц — Боавишта 3:0 (15:7, 15:7, 15:11).
18.01: Кордакс-Эгер — РК де Канн 0:3 (9:15, 7:15, 10:15).
23.01: Шверинер — Оломоуц 3:0 (15:3, 15:4, 15:7).
23.01: РК де Канн — Врилиссион 3:0 (15:4, 15:6, 15:7).
24.01: АМВЙ — Искра 1:3 (7:15, 15:6, 8:15, 7:15).
24.01: Боавишта — Кордакс-Эгер 0:3 (5:15, 3:15, 4:15).
31.01: Врилиссион — Боавишта 3:0 (15:8, 15:6, 15:7).
31.01: Искра — Оломоуц 3:0 (15:2, 15:7, 15:5).
31.01: АМВЙ — РК де Канн 2:3 (9:15, 4:15, 15:10, 15:12, 7:15).
1.02: Кордакс-Эгер — Шверинер 3:2 (15:12, 10:15, 11:15, 15:8, 15:10).
6.02: РК де Канн — Искра 2:3 (15:2, 9:15, 15:10, 13:15, 10:15).
7.02: Оломоуц — Кордакс-Эгер 2:3 (15:12, 5:15, 17:15, 5:15, 11:15).
7.02: Шверинер — Врилиссион 3:1 (15:5, 16:14, 14:16, 15:12).
7.02: Боавишта — АМВЙ 0:3 (8:15, 8:15, 14:16).
14.02: Врилиссион — Оломоуц 3:1 (15:4, 15:4, 7:15, 15:11).
14.02: Искра — Кордакс-Эгер 3:0 (15:4, 15:5, 15:7).
14.02: АМВЙ — Шверинер 0:3 (7:15, 10:15, 3:15).
14.02: РК де Канн — Боавишта 3:0 (15:4, 15:0, 15:3).
21.02: Оломоуц — АМВЙ 3:1 (15:11, 7:15, 15:6, 15:13).
21.02: Кордакс-Эгер — Врилиссион 3:1 (14:16, 17:16, 15:11, 15:10).
21.02: Шверинер — РК де Канн 1:3 (12:15, 12:15, 15:2, 6:15).
21.02: Боавишта — Искра 0:3 (6:15, 8:15, 3:15).

## Финал четырёх
8—9 марта 1996.  Вена.
Участники:
 «Уралочка» (Екатеринбург) 

 «Искра» (Луганск) 

 «Латте Руджада» (Матера)

 «Расинг Клуб де Канн» (Канны)

### Полуфинал
8 марта
 «Латте Руджада» —  «Искра»
3:0 (15:11, 15:3, 15:6)
 «Уралочка» —  «Расинг Клуб де Канн»
3:2 (15:8, 11:15, 16:14, 10:15, 19:17)

### Матч за 3-е место
9 марта
 «Искра» —  «Расинг Клуб де Канн»
3:1 (5:15, 15:11, 15:7, 15:7)

### Финал
9 марта
 «Латте Руджада» —  «Уралочка»
3:2 (4:15, 15:1, 13:15, 15:9, 15:9)

### Итоги

#### Положение команд
| «Латте Руджада» (Матера)         |
| «Уралочка» (Екатеринбург)        |
| «Искра» (Луганск)                |
| 4. «Расинг Клуб де Канн» (Канны) |

#### Призёры
«Латте Руджада» (Матера): Анна Мария Марази, Гвендалина Буффон, Паола Франко, Сусанне Ламе, Ваня Беккария, Чинция Перона, Рита Лавиано, Катерина Романо, Мириам Мескаро, Консуэло Маньифеста, Эльза Карере. Тренер — Массимо Барболини.
  «Уралочка» (Екатеринбург): Анастасия Беликова, Марина Панкова, Татьяна Грачёва, Юлия Тимонова, Елена Година, Наталья Сафронова, Александра Сорокина, Мария Лихтенштейн. Тренер — Николай Карполь.
  «Искра» (Луганск)»: Елена Сидоренко, Александра Фомина, Татьяна Иванюшкина, Наталья Боженова, Мария Полякова, Регина Милосердова, Ольга Павлова, Юлия Буева, Елена Назаренко, Алла Кравец. Тренер — Анатолий Макагонов.